# Aeroportul Internațional Maurice Bishop
Aeroportul Internațional Maurice Bishop (IATA: GND, ICAO: TGPY) este un aeroport din Saint George's, Saint George Parish⁠(d), Grenada ce deservește zona Saint George's. A fost deschis în 28 octombrie 1984 și numit după Maurice Bishop⁠(d).
Situat la o altitudine de 12 m, aeroportul dispune de o singură pistă.